# Station Iwowe
Station Iwowe is een spoorwegstation in de Poolse plaats Iwowe.